# 1991年大西洋飓风季
1991年大西洋飓风季是24年来首个没有任何一场飓风是由东风波发展而成的大西洋飓风季，而大部分北大西洋热带气旋的源头都是东风波。本次飓风季于6月1日正式开始，持续到11月30日结束。由于整个大西洋上空的风切变以往年要高，这一飓风季是四年来活跃程度最低的。第一个风暴安娜（Ana）于7月2日在美国东南部近海形成，但没有造成较大影响就已消散。本季形成的另外两个热带风暴丹尼（Danny）和埃里卡（Erika）没有对陆地构成显著影响，其中丹尼在小安的列斯群岛以东消散，而埃里卡则在穿越亚速尔群岛后转变成温带气旋。此外，本飓风季还形成了四个没有获得进一步发展的热带低气压，其中第二个低气压吹袭了墨西哥并带去了大范围降雨。
飓风鲍勃是本飓风季造成损失最严重的风暴，也是当时美国历史上造成损失最大的十场飓风之一。这场飓风在掠过北卡罗莱纳州外滩群岛和纽约州长岛后在罗得岛州登陆，共计造成了高达15亿美元（1991年美元，相当于33.6億2025年美元）的损失，还导致17人死亡，其中受灾最严重的是马萨诸塞州。本飓风季最强烈的飓风是克劳德特，在百慕大附近达到每小时215公里的最高风速，不过风暴虽然在百慕大附近经过，但没有造成任何损失。热带风暴法比安是本季唯一穿过或接近古巴和佛罗里达州的热带风暴，虽然产生了暴雨，但也没有造成任何损失。飓风格雷斯是本季最后一个获得命名的风暴，其本身虽然没有造成严重影响，但给一股东北风暴发展成强烈飓风提供了能量，后一场飓风之后由一位作家命名为完美风暴。这场风暴造成的经济损失总计超过2.08亿美元（1991年美元，相当于4.65億2025年美元），还导致13人丧生。高达10米的海浪袭击了从加拿大到佛罗里达州以及更东南部的波多黎各海岸线，超过38000人家中停电，沿海巨浪导致道路和建筑物被淹，新英格兰部分地区受到的损失比两个月前的飓风鲍勃还要严重。风暴之后在墨西哥湾暖流上空转变成飓风，最后于11月2日在新斯科舍上空消散。

## 季节简介
本次飓风季开始前，飓风专家威廉·M·格雷发布了自己对这年活动情况的预测，他从1984年时就开始了这一做法。4月初时格雷预计这年的飓风季会比较“温和”，一共会有数量刚超过十个的热带风暴，其中不到六个会强化为飓风。当月晚些时候，气象研究中心（Weather Research Center，简称）预测将会有十个获得命名的风暴，其中六个会成为飓风，五个成为大型飓风，三个会吹袭美国。到了6月初，格雷发布了一份更新的报告，其中预测的热带风暴减少到八个，飓风减少到四个，大型飓风则只有一个。这个更新后的数量与最终的实际情况非常接近，只有实际形成的大型飓风的数量多了一个。不过到了8月，格雷又一次更新了自己的预测，这次预测的活跃程度进一步降低，只有七个风暴，三场飓风，与实际情况的差距反而更大了。
1991年飓风季的总体活跃度低于正常水平。这部分是因为由非洲东风波生成热带气旋的减少，这些东风波通常都会与关联的对流一起沿低压槽穿过大西洋。大部分飓风季中都有大部分风暴是由东风波发展而成，但1991年大西洋飓风季的全部12个热带气旋中只有5个源自东风波，全部8个热带风暴中只有3个源于东风波，并且也没有形成一个佛得角型飓风。从4月下旬到11月下旬，共有73个东风波离开非洲西海岸，这个数字高于平均水平，但其中大部分的边界都不清晰，同时雷暴活动也很少。这些东风波穿越大西洋的路线要比通常情况偏南，其对流大部分要在经过南美洲北部后才开始变得活跃起来。此外，这年的风切变也比往年要强，萨赫勒的降雨量也比较少，这些因素都导致1991年飓风季的活跃度低。此外，这也是整个20世纪第三次出现没有热带风暴进入墨西哥湾的情况，之前两次分别是1927和1962年。本季一共只生成了12个热带低气压，比之前的四年都要少，8个热带风暴的数量也比之前的三年都要少，只有4个风暴发展成飓风，也是24年来首次没有任何一个飓风是由东风波发展而来。
这年飓风季的活跃程度也通过累积气旋能量指数的低迷反映出来，只有36。该指数通过对飓风的强度和持续时间来计算，强度越高，持续时间越长的风暴，其指数也相应越高。只有在热带系统风速达到或超过每小时63公里（34节）或热带风暴强度时才会对这一指数进行计算，并纳入全面的气象公告中。虽然在正式统计中会把亚热带气旋排除在累积数值外，但风暴处于亚热带系统阶段时还是会将其强度数值纳入累积数值中。

### 事件时间轴
7月2日
- 协调世界时下午18点，南卡罗莱纳州查尔斯顿以南约113公里处的一片低气压发展成这年的第一号热带低气压[12]；

7月4日
- UTC凌晨0点，第一号热带低气压增强为热带风暴安娜[12]；
- 下午18点，热带风暴安娜达到风速每小时85公里，气压1000毫巴（百帕，29.53英寸汞柱）的最高强度[12]；

7月5日
- 下午18点，热带风暴安娜在纽芬兰岛开普雷斯以南约1090公里洋面转变成温带气旋[12]；
- 晚上22点，墨西哥湾西部形成了第二号热带低气压[13]；

7月6日
- 晚上22点，第二号热带低气压达到风速每小时55公里，最低气压1007毫巴（百帕，29.74英寸汞柱）的最高强度，与此同时，第二号热带低气压在墨西哥塔毛利帕斯州的墨西哥湾沿岸小镇拉佩斯卡（La Pesca）附近以风速每小时55公里强度登陆[14]；

7月7日
- - 凌晨2点30分，第二号热带低气压在墨西哥上空消散[15]；

8月16日
- 凌晨0点，第三号热带低气压在巴哈马东南近海形成[16]
- 下午18点，第三号热带低气压增强为热带风暴鲍勃[16]；

8月17日
- 下午18点，热带风暴鲍勃增强为一级飓风[16]；

8月18日
- 下午18点，飓风鲍勃增强为二级飓风[16]；

8月19日
- 早上6点，飓风鲍勃增强为三级飓风，同时达到风速每小时185公里，最低气压950毫巴（百帕，28.05英寸汞柱）的最高强度[16]；
- 中午12点，飓风鲍勃减弱为二级飓风[16]；
- 下午17点20分，飓风鲍勃以每小时165公里风速在美国罗德岛州布洛克岛（Block Island）登陆[16]；
- 下午18点，飓风鲍勃以每小时155公里风速在罗德岛州纽波特登陆[16]；

8月20日
- 凌晨0点，飓风鲍勃在进入缅因湾后急剧减弱为热带风暴[16]；
- 凌晨1点30分，热带风暴鲍勃以每小时110公里风速在缅因州诺克斯县小镇罗克波特附近登陆[16]；
- 下午18点，热带风暴鲍勃在圣罗伦斯湾转变成温带气旋[16]；

8月24日
- 早上6点，第四号热带低气压在佛得角附近形成[17]；
- 下午18点，第四号热带低气压达到风速每小时55公里，最低气压1009毫巴（百帕，29.8英寸汞柱）的最高强度[17]；

8月26日
- 早上6点，第四号热带低气压消散[17]；

8月28日
- 下午16点，佛得角西南方向910公里海域形成了第五号热带低气压，并且几乎在同时就达到了风速每小时55公里，最低气压1007毫巴（百帕，29.74英寸汞柱）的最高强度[18]；

8月31日
- 下午16点，第五号热带低气压消散[19]；

9月4日
- 中午12点，第六号热带低气压在百慕大东南方向约1000公里海域形成[20]；

9月5日
- 中午12点，第六号热带低气压增强为热带风暴克劳德特[20]；

9月6日
- 中午12点，热带风暴克劳德特增强为一级飓风[20]；
- 下午18点，飓风克劳德特增强为二级飓风[20]；

9月7日
- 凌晨0点，飓风克劳德特增强为三级飓风[20]；
- 凌晨0点，第七号热带低气压在佛罗角西南偏南约480公里洋面形成[21]；
- 中午12点，飓风克劳德特短暂增强为四级飓风，但在当时气象部门的操作中并没有将飓风升级。克劳德特几乎也就是在这个时候达到了风速每小时215公里，最低气压943毫巴（百帕，27.85英寸汞柱）的最高强度，是1991年大西洋飓风季最强烈的风暴。但由于在实际操作中气象部门并没有发觉系统达到四级飓风强度，而是在季后的分析中才发现这点，因此记录的最大风速是每小时200公里，之后才更正为215公里[20]；
- 下午18点，飓风克劳德特减弱为三级飓风[20]；

9月8日
- 凌晨0点，飓风克劳德特减弱为二级飓风[20]；
- 中午12点，第七号热带低气压增强为热带风暴丹尼[21]；
- 下午18点，飓风克劳德特减弱为一级飓风[20]；
- 下午18点，第八号热带低气压在佛得角西南偏南方向数百英里外海域形成[22]；

9月9日
- 凌晨0点，热带风暴丹尼达到风速每小时85公里，最低气压998毫巴（百帕，29.47英寸汞柱）的最高强度[21]；
- 下午18点，第八号热带低气压增强为热带风暴埃里卡[22]；

9月10日
- 早上6点，飓风克劳德特减弱为热带风暴[20]；
- 下午18点，热带风暴埃里卡达到风速每小时95公里，最低气压997毫巴（百帕，29.44英寸汞柱）的最高强度[22]；

9月11日
- 中午12点，热带风暴丹尼降级为热带低气压[21]；
- 下午18点，热带风暴克劳德特降级为热带低气压[20]；
- 下午18点，热带低气压丹尼消散[21]；

9月12日
- 凌晨3点，热带风暴埃里卡以每小时65公里风速在亚速尔群岛的圣米格尔岛登陆[22]；
- 早上6点，热带风暴埃里卡在亚速尔群岛附近转变成温带气旋[22]；
- 下午18点，热带低气压克劳德特转变成温带风暴[20]。

10月15日
- 0点，第九号热带低气压在伯利兹市以西约数百英里处形成[23]；
- 中午12点，第九号热带低气压增强为热带风暴法比安[23]；
- 晚上21点，热带风暴法比安以每小时75公里风速在古巴青年岛登陆[23]；

10月16日
- 凌晨0点，热带风暴法比安以每小时75公里风速在古巴萨帕塔半岛登陆[23]；
- 上午8点34分，热带风暴法比安在佛罗里达海峡中央位置达到风速每小时75公里，最低气压1002毫巴（百帕，29.59英寸汞柱）的最高强度[23]；
- 下午18点，热带风暴法比安在大巴哈马岛附近转变成温带气旋[23]；

10月24日
- 中午12点，第十号热带低气压在小安的列斯群岛和非洲之间的中央位置形成并在几乎同一时间达到风速每小时55公里，最低气压1009毫巴（百帕，29.8英寸汞柱）的最高强度[24]；

10月25日
- 下午18点，第十号热带低气压消散[24]；
- 下午18点，百慕大以南海域形成了一个亚热带低气压[25]；

10月26日
- 早上6点，亚热带低气压增强为亚热带风暴[25]；

10月27日
- 下午18点，亚热带风暴获得了热带特性，因此重新归类为热带风暴格雷斯[25]；

10月28日
- 凌晨0点，热带风暴格雷斯增强为一级飓风[25]；

10月29日
- 凌晨0点，飓风格雷斯在百慕大以南近海达到980毫巴（百帕，28.94英寸汞柱）的最低气压[25]；
- 中午12点，飓风格雷斯增强为二级飓风[25]；
- 下午14点，飓风格雷斯达到每小时155公里的最大持续风速[25]；
- 下午18点，飓风格雷斯转变成温带风暴[25]；

10月31日
- 下午18点，形成“完美风暴”的另一个亚热带风暴逐渐表现出热带特征[26]；

11月1日
- 早上6点，亚热带风暴获得了热带特性，并非正式地重新归类为“第八号热带风暴”[26]；
- 下午18点，“第八号热带风暴”增强为“第八号飓风”并在几乎同一时间达到风速每小时120公里，最低气压980毫巴（百帕，28.94英寸汞柱）的最高强度[26]；

11月2日
- 早上6点，“第八号飓风”减弱为热带风暴[26]；
- 下午14点，“第八号热带风暴”以风速每小时75公里强度在加拿大新斯科舍的哈利法克斯附近登陆[26]；
- 下午18点，“第八号热带风暴”降级为热带低气压[26]；

11月3日
- 凌晨0点，热带低气压在进入圣罗伦斯湾后不久消散[26]。

## 风暴

### 热带风暴安娜
安娜是1991年大西洋飓风季的第一个风暴，于6月25日由佛罗里达州杰克逊维尔以东一片持续存在的冷心低压发展而成。由于佛罗里达州上空一个反气旋的影响，系统围绕该反气旋按顺时针方向移动。冷心低压逐渐发展，于6月29日在巴哈马上空形成表面低气压槽。系统向西穿越佛罗里达州南部，行经沿途普降暴雨。蓬塔戈尔达记录到了200毫米的全州最高降雨量。低气压向西北方向移动，之后转向东北，于7月2日清晨从圣奥古斯丁进入大西洋。虽然起初风暴在离岸时组织还很混乱，但对流很快组织起来，于协调世界时（UTC）当天下午18点在南卡罗莱纳州查尔斯顿以南约135公里海域发展成第一号热带低气压。
低气压在向东北方向沿美国东南部海岸线平行移动的过程中降下了小雨，不过弗吉尼亚州部分地区记录到的降雨量超过130毫米。7月3日晚，一个浮标在8分半钟的时间段里记录到每小时61公里的持续风速。美国国家飓风中心因此将低气压升级为热带风暴，并命名为安娜（Ana）。风暴加速朝东北偏东方向前进，进入了一片风切变更强的区域，虽然外界环境不利，但安娜还是有稍许增强，达到时速85公里的最大风速。风暴进入水温较低的水域并与一片停滞不前的锋区互动，其中的雷暴活动减弱，环流也变得更加广阔。到了7月5日，安娜在纽芬兰岛开普雷斯（Cape Race）以南约1090公里洋面转变成温带气旋；

### 第二号热带低气压
6月20日，非洲海岸形成了一股东风波，但一直到了7月5日才在墨西哥湾西部成为第二号热带低气压，这期间没有任何显著发展。美国国家飓风中心在针对低气压发布的第一份公告中向从德克萨斯州巴芬湾（Baffin Bay）向南至坦皮科之间地区发布了热带风暴观察预警。低气压在墨西哥近海达到风速每小时55公里，最低气压1007毫巴（百帕，29.74英寸汞柱）的最高强度，但未能继续增强，于7月6日在塔毛利帕斯州的墨西哥湾沿岸小镇拉佩斯卡（La Pesca）附近登陆。美国国家飓风中心于7月7日发布了针对该低气压的最后一份公告，不过其环流一直持续到了7月9日并行进至德克萨斯州西南部。除了带去降雨外，这个热带低气压只对墨西哥和德克萨斯州造成了轻微的影响，其中圣路易斯波托西州的降水最多，该州小镇塔马孙查莱（Tamazunchale）的降雨量达到最高的444毫米。

### 飓风鲍勃
飓风鲍勃源自一股正在衰减的冷锋，于8月16日清晨在巴哈马附近发展成热带低气压。低气压产生了一片有组织的对流区，于形成约18小时后增强为热带风暴，美国国家飓风中心因此将其命名为鲍勃（Bob）。风暴在墨西哥湾暖流的利好条件下逐渐组织起来，根据飓风猎人侦察机的报告，鲍勃于8月17日达到飓风强度。此后不久，飓风由于受到大西洋上空一片副热带高压脊和美国东南部上空低压槽的影响开始转向东北偏北。之后在南、北卡罗莱纳州近海继续增强，于8月19日在弗吉尼亚州以东洋面达到每小时185公里的最高风速，这已经到达了大型飓风的标准。接下来由于进入了一片海面温度大幅降低的海域，飓风开始减弱。掠过纽约州长岛后，鲍勃的中心移动到了罗德岛州布洛克岛上空，并在40分钟后以风速每小时155公里的二级飓风强度袭击了该州的纽波特。系统在继续穿越新英格兰其他地区的过程中快速减弱，于8月20日清晨吹袭了诺克斯县小镇罗克波特（Rockport）。穿过新不伦瑞克后，鲍勃在圣罗伦斯湾转变成温带气旋并持续了九天，最终在葡萄牙以西海域消散。
这场飓风起初对南、北卡罗莱纳州产生了影响，在北卡罗莱纳州催生了多个龙卷风，其中得到确认的就有4个，另外还有9个未经确认。两州各有一人死亡，外滩群岛约10%的房屋受到了轻度损伤。沿海岸行进时，风暴中心的西面产生了暴雨。狂风导致纽约州长岛有30万人失去电力供应。附近的康涅狄格州有许多树木被风刮倒，其中东南部沿岸地区受损最为严重。鲍勃最后一次登陆时造成了最为沉重的打击，罗德岛州布洛克岛报告了时速168公里的阵风。飓风导致了大面积海滩侵蚀，罗德岛州的沉海公路也遭摧毁。马萨诸塞州受到的经济损失最为严重，鲍勃途经的新英格兰东南部地区有超过60%的人失去电力供应。大浪和强风毁坏了马萨诸塞州沿海的船只和房屋。缅因州的波特兰国际喷射机机场在飓风经过期间降雨量达209毫米，比其他任何地区都要高。整个美国因这场飓风遭受了15亿美元（1991年美元，相当于33.6億2025年美元）的损失，其中单马萨诸塞州就超过10亿美元（1991年美元，相当于22.4億2025年美元），成为当时美国历史上造成损失最惨重的十场飓风之一。此外，全美还有15人丧生。加拿大有两人因风暴产生的大浪遇难。热带风暴强度的大风刮倒了新不伦瑞克弗雷德里克顿的许多树木，导致多条供电线路中断。

### 第四号热带低气压
8月下旬，非洲西海岸涌现出一股带有广阔对流带的强烈东风波，并于24日在佛得角附近发展成热带低气压。低气压刚形成时，其中心有一片圆形对流带。起初系统的组织性很好，但由于所处海域水温不够高，低气压未能得到强化。到了8月25日，系统已失去大部分深层对流，于8月26日在佛得角群岛西南偏西海域消散。

### 第五号热带低气压
大约就在第四号热带低气压消散的同时，另一股东风波于8月26日离开非洲海岸，并于8月28日在佛得角西南方向约900公里海域发展成热带低气压。低气压在发展过程中的对流带规模较小，并带有螺旋状的雨带，美国国家飓风中心预计系统将缓慢增强到热带风暴强度。由于北面存在高压脊，低气压总体保持向西行进，最终没能有效组织起来。到了8月29日，其环流规模很大并且杂乱无章，包含的对流也很零散。由于水温较低，系统也无法保有深层对流，到了8月31日，低气压在小安的列斯群岛以东约645公里海域降级为东风波。

### 飓风克劳德特
克劳德特源自于9月4日百慕大东南方向约1000公里海域的一片上层扰动。系统缓慢向东南方向移动并逐渐发展，于9月5日达到热带风暴强度并由美国国家飓风中心命名为克劳德特（Claudette）。外界环境有利于系统发展，风切变较弱，而且还有一个大规模的反气旋提供外流，即风暴向外流动的风。到了9月6日早上6点，风暴达到飓风强度，然后开始进入急速增强阶段，到了9月7日清晨，一架侦察机报告克劳德特已经达到大型飓风强度，风力时速有185公里。根据卫星数据估算，飓风克劳德特达到的最高强度为风速每小时215公里，最低气压946毫巴（百帕，27.9英寸汞柱）。
达到最高强度后，克劳德特开始稳步减弱，当时百慕大已经收到了飓风观察预警，并在之后升级为飓风警告。飓风转向西北，于9月8日以一级飓风强度在百慕大以东约219公里海域经过。该岛上的最大持续风速为每小时37公里，阵风时速达到51公里，海浪有2.43米高。9月10日，克劳德特减弱到热带风暴强度并加速向东移动，次日就进一步减弱为热带低气压，又一天后，系统在亚速尔群岛东南方向转变成温带气旋，并持续了两天后在亚速尔群岛上空消散。

### 热带风暴丹尼
9月2日，西非海岸涌现出本飓风季最强烈的一股东风波，并在三天后出现在达喀尔近海，其对流周围有雨带存在并进入热带大西洋海域。9月7日清晨，系统在佛得角西南偏南方向约480公里海域组织成第七号热带低气压。低气压在发展过程的环流规模广阔，所处位置的外界环境也总体有利于其继续增强。由于北面有强烈高压脊的存在，低气压稳步西进。保存热带低气压强度约36小时后，系统的组织性有所好转，发展出了定义明确的带状特征。根据卫星强度估算，美国国家飓风中心于9月8日将低气压升级为热带风暴丹尼。
由于风暴以西出现上层槽，气象部门预计丹尼只会缓慢增强。风暴最终达到的最高强度风速为每小时85公里，并保持了36小时。9月10日，风暴在发展出一片中心密集云区后达到最大组织状态。当天晚些时候，一个上层槽令风暴上空的风切变有所增加，将环流从深层对流中暴露出来。丹尼在接近小安的列斯群岛的过程中逐渐减弱，于9月11日降级为热带低气压。当天晚些时候，飓风猎人侦察机已经无法找到系统内的闭合环流，表明丹尼已经在小安的列斯群岛以东约240公里海域降级为东风波。风暴残余向西北方向移动，之后转向北上，最终被一个锋面系统吸收。

### 热带风暴埃里卡
9月2日，一股东风波离开非洲海岸并朝西北方向移动，于次日经过佛得角。系统中的大部分雷暴活动都位于东风波南面部分，并保持着非常大规模的下层环流。9月7日，雷暴开始发展，系统于次日在小安的列斯群岛东北方向约1480公里洋面组织成第八号热带低气压，当时其位置正好处在飓风克劳德特和热带风暴丹尼之间的中央。起初卫星图像上很难找出系统的中心，不过其距离虽然离克劳德特很近，但总体情况还是有利于强化。到了9月9日晚，低气压的组织性已大幅改善，美国国家飓风中心根据卫星强度估算将其升级为热带风暴埃里卡。
成为热带风暴的埃里卡开始向东北前进。气象预测部门起初不确定埃里卡与克劳德特发生相互作用后哪一个风暴会占据主导地位。9月10日，埃里卡发展出中心密集云层并达到风速每小时95公里的最高强度。风暴沿一个高压脊的北部边缘加速朝东北偏东方向的亚速尔群岛逼近，并与克劳德特有过短暂的互动。9月11日，风暴中的对流消失，中心暴露出来，埃里卡开始向温带系统转变，并在之后不久穿过亚速尔群岛并吹袭了圣米格尔岛。附近的圣玛丽亚岛报告有热带风暴强度的持续风速，阵风时速则达到107公里，导致机场关闭了几个小时。9月12日，埃里卡减弱为热带低气压，之后转变成温带气旋并于当天晚些时候消散。

### 热带风暴法比安
热带风暴法比安是由10月15日加勒比以西一股冷锋和一股东风波之间的相互作用发展而成。起初系统杂乱无章，其最强风力主要位于中心以东。一个向东移动的上层槽令系统向东北方向移动，还产生了不利于系统发展的风切变。法比安达到每小时75公里的最大风速后穿过青年岛，然后继续穿越古巴西部，给当地带去了暴雨，其中一个地点在六小时中的降雨量就达到130毫米。10月16日早上，法比安在经过佛罗里达海峡时其中心已经难以定位。最终风暴在佛罗里达州东南近海掠过，有两个州立公园为此关闭，佛罗里达礁岛群中部的海螺礁岛（Conch Key）出现了106毫米降雨。风暴产生的影响很小，基韦斯特的阵风时速为52公里。法比安之后朝巴哈马进发，并在与一个接近的锋相互作用后转变成温带气旋。

### 第十号热带低气压
10月19日，一股东风波离开非洲海岸向西移动，于10月23日发展出强度较弱的环流。根据通过卫星估算热带气旋的德沃夏克分析法得出的数值为1.5，这说明虽然存在强烈的风切变，但系统还是于10月24日在小安的列斯群岛以东约1100公里洋面升级成了热带低气压。低气压的中心以东在发展过程中存在一个小规模的对流带，考虑到风切变的存在，系统所达到的强度出乎气象部门的预料。到了10月25日，系统环流已经与对流分离。低气压在之后不久消散，没有对陆地产生影响。

### 飓风格雷斯
10月23日，百慕大以南海域形成了一片中层低气压，两天后成为表面低气压，并在10月26日发展成亚热带气旋。系统中心上空起初缺乏深层对流，但在之后由于雷暴活动有所增强，美国国家飓风中心于10月27日将其重新归类为热带风暴格雷斯。当时风暴总体向西北方向前进。格雷斯继续加强和组织，美国国家飓风中心根据飓风猎人侦察机的报告于10月28日清晨将风暴升级为飓风。之后不久，由于新英格兰近海有有一个温带气旋快速增强，飓风大幅向东转向，虽然对流层仍然薄弱，但格雷斯的中心已经发展出风眼。
飓风向东加速移动，于10月29日达到风速每小时155公里的最高强度。由于移动速度快，系统的风场变得不对称，风暴中心在百慕大以南约80公里洋面经过，没有对该岛产生严重影响。10月29日，格雷斯被一股迅速靠近的冷锋吸收，该温带气旋获得了来自格雷斯的湿气，并最终发展成完美风暴。飓风格雷斯处于热带气旋期间给整个百慕大带去了狂风，但没有出现遭受损失的报告。飓风产生的大浪影响了美国东岸，导致了轻度海滩侵蚀。

### 完美风暴
完美风暴源于10月28日在加拿大大西洋省份近海发展出来的一片低气压区。这时有一个强烈的高气压从墨西哥湾东北方向沿阿巴拉契亚山脉一直延伸到格陵兰，高压脊迫使温带低气压朝东南方向行进，之后又转向朝西并达到最高强度。风暴以巨浪和沿海洪灾对美国东岸造成了强烈的冲击，然后转向西北并逐渐减弱。进入水温较高的海域后，系统转变成亚热带气旋，然后又变成热带风暴。风暴在中大西洋各州近海行进了一个环形路径后转向朝东北方向前进，到11月1日已演变成一个完整的飓风，最高风速每小时120公里。之后该热带系统减弱为热带风暴，并在袭击新斯科舍后消散。
这场风暴造成的经济损失总计超过2.08亿美元（1991年美元，相当于4.65億2025年美元），还导致13人丧生。大部分灾难损失是在风暴还是温带系统时发生的，高达10米的海浪袭击了从加拿大到佛罗里达州以及更东南部的波多黎各海岸线。马萨诸塞州受到的打击最为沉重，超过100户民宅被摧毁或严重受损。其北面的缅因州也有超过100户家庭受到影响，包括当时美国总统乔治·赫伯特·沃克·布什的度假屋。超过38000人家中停电，沿海巨浪导致道路和建筑物被淹。新英格兰部分地区受到的损失比两个月前的飓风鲍勃还要严重。不过除了多条河流出现潮汐洪水外，风暴的影响主要集中在沿海地区。新斯科舍近海的一个浮标报告了高达30.7米的狂浪，创下该省海域的新纪录，该海域有一艘名为“安德烈·盖尔号”的渔船及其六名船员在风暴中葬身大海，这一事件写入了畅销书《完美风暴》，之后又改编成好莱坞同名大片。纽约长岛近海有一架空中国民警卫队直升机因油料耗尽而坠毁，不过机上五人中有四人生还，另外一人遇难。史泰登岛海域有两人因船只沉没而遇难。罗德岛州和波多黎各各有一人因被大浪卷走而丧生，还有一人被狂风吹落桥下而死亡。风暴发展成热带气旋后产生的影响很小，主要只是停电和道路湿滑，纽芬兰岛有一人在风暴相关的交通事故中丧生。

## 风暴名称
以下列表中显示了1991年用来给大西洋热带气旋命名的名称。虽然完美风暴在后期演变成了飓风，但美国国家飓风中心并没有将其命名，因为其温带气旋前身已经造成了严重的损失，引起了媒体的高度关注，中心希望避免命名导致媒体和民众产生混淆。作家塞巴斯蒂安·荣格尔（Sebastian Junger）在与美国国家气象局预报员罗伯特·凯斯（Robert Case）交流后将这场风暴命名为“完美风暴”（the Perfect Storm）。1991年列表中的大部分名称都和1985年大西洋飓风季相同，只有“埃里卡”（Erika）和“格雷斯”（Grace）例外，这两个名称是用来取代退役的“艾琳娜”（Elena）和“格洛丽亚”（Gloria）。经过1991年后没有退役的名称将在1997年大西洋飓风季中再度使用，而列表中没有命名的名称将以灰色显示。
|  | - Henri（未用） - Isabel（未用） - Juan（未用） - Kate（未用） - Larry（未用） - Mindy（未用） - Nicholas（未用） | - Odette（未用） - Peter（未用） - Rose（未用） - Sam（未用） - Teresa（未用） - Victor（未用） - Wanda（未用） |

### 退役
由于飓风鲍勃造成的严重影响，世界气象组织于1992年春召开会议，将风暴名称“鲍勃”（Bob）退役。用来取代的新名称为比尔（Bill），于1997年大西洋飓风季中首度使用。

## 影响
以下表格中列出了1991年大西洋飓风季形成的所有风暴，其中包括其存在周期、名称、影响区域、损失数额和死亡人数。死亡人数栏内括弧中的数字表示间接导致的死亡人数，例如因风暴导致的交通事故丧生就属于间接死亡。所有损失和死亡人数包括风暴处于温带气旋、低气压或是东风波时期，损失数额单位为1991年美元。
| 萨菲尔-辛普森飓风风力等级 |    |    |    |    |    |    |
| TD                        | TS | C1 | C2 | C3 | C4 | C5 |

| 安娜     | 7月2至5日         | 热带风暴   | 50（85）   | 1000 | 南卡罗莱纳州、佛罗里达州、美国东南部                   | 很少   | 0       |  |
| 二       | 7月5至7日         | 热带低气压 | 35（55）   | 1003 | 墨西哥                                                 | 无数据 | 0       |  |
| 鲍勃     | 8月16至20日       | 三级飓风   | 115（185） | 950  | 北卡罗来纳州、中大西洋各州、新英格兰和加拿大大西洋省份 | 1500   | 15（2） |  |
| 四       | 8月24日至26日     | 热带低气压 | 35（55）   | 1009 | 无                                                     | 0      | 0       |  |
| 五       | 8月28日至31日     | 热带低气压 | 35（55）   | 1009 | 无                                                     | 0      | 0       |  |
| 克劳德特 | 9月4日至14日      | 四级飓风   | 130（215） | 944  | 无                                                     | 0      | 0       |  |
| 丹尼     | 9月7日至11日      | 热带风暴   | 50（85）   | 998  | 无                                                     | 0      | 0       |  |
| 埃里卡   | 9月8日至12日      | 热带风暴   | 60（95）   | 997  | 无                                                     | 0      | 0       |  |
| 法比安   | 10月15日至16日    | 热带风暴   | 45（75）   | 1002 | 古巴、佛罗里达州                                       | 很少   | 0       |  |
| 十       | 10月24日至25日    | 热带低气压 | 30（45）   | 1009 | 无                                                     | 0      | 0       |  |
| 格雷斯   | 10月25日至29日    | 二级飓风   | 105（165） | 980  | 无                                                     | 0      | 0       |  |
| 完美风暴 | 10月31日至11月2日 | 一级飓风   | 75（120）  | 980  | 美国东岸、加拿大大西洋省份                             | 200    | 13      |  |
| 季节总结 |                   |            |            |      |                                                        |        |         |  |
| 11个气旋 | 7月2日至11月2日   |            | 130（215） | 946  | 4                                                      | ~1700  | 30      |  |